# Damekko Doubutsu
Бесполезные зверушки (яп. だめっこどうぶつ дамэкко до:буцу) — манга Норико Куваты, печатавшаяся в журнале Manga Life. Позже адаптирована в комедийный аниме-сериал. Главные роли в нём отведены персонажам в костюмах животных. Каждый персонаж в аниме ведёт себя совершенно несвойственно для своего вида, разрушая все стереотипы. Действие разворачивается в «Бесполезном лесу». Главный герой — волк Уруно — застенчив и нерешителен, словно заяц. В то же время заяц Усахара ведёт себя как волк. Каждый из 26 эпизодов длится по 5 минут, продолжительность всего аниме — 130 минут (2 часа 10 минут).

## Основные персонажи
Уруно (яп. うる野)
Прямая противоположность распространённому стереотипу — робкий, тихий и сентиментальный волк. Влюблён в Тиико.
Сэйю — Мотоки Такаги.
Усахара (яп. うさ原)
Грубый и сильный характером заяц. Постоянно третирует Уруно. Вечно курит. Осенью впадает в депрессию.
Сэйю — Нориаки Сугияма.
Тиико (яп. ち一子)
Маленькая девочка-гепард. В отличие от остальных представителей своего семейства на редкость неуклюжа. Любит готовить, но, как видно, не отличается умением: из жителей леса пробовать её блюда решается только Уруно.
Сэйю — Саяка Нарита.
Такаока (яп. タカ岡)
Раздражительный и близорукий орёл, который находится в постоянном конфликте с Усахарой. Он плохой охотник и трус.
Сэйю — Макото Аоки.
Юнихико (яп. ゆに彦)
Единорог, его практически всегда можно увидеть с бутылкой саке. Любит подшутить над остальными обитателями, порой довольно жестоко.
Сэйю — Тосиюки Морикава.
Пеганосукэ (яп. ぺが之助)
Пегас. Лучший друг Уруно и младший брат Юнихико. Очень тихий и схож по характеру с волком. С помощью своих крыльев летает, а также катает волка.
Сэйю — Хироси Камия.
Фукуро (яп. ふく)
Сова-вегетарианка, в которую влюблён Такаока. Но сама сова любит Пегаса. В аниме присутствовала только в 24-й серии (упоминается в 25-й).
Сэйю — Синтани Рёко.
Сакамада (яп. サカマ田)
Косатка, которая не умеет плавать. Появляется только в 11-й серии.
Кумани (яп. 熊姉)
Медведица. Бродячий торговец. В основном обменивает товары.
Сэйю — Такэда Хана.
Кумакава (яп. クマ川)
Медведь. Младший брат Кумани, гениальный танцор.
Куробуто (яп. くろん)
Пантера. Подруга Тиико — член Клуба Кошачьих.
Ринку (яп. りんく)
Андская кошка. Подруга Тиико — член Клуба Кошачьих.
Пура (яп. ぴゅー)
Пума. Подруга Тиико — член Клуба Кошачьих.
Диос Инутил
Бесполезный бог — идол, который часто насылал кары на Уруно.